# Toyota Cruiser
Der Toyota Cruiser ist eine Modellreihe des japanischen Automobilherstellers Toyota. Die Modellreihe besteht aus Geländewagen, SUVs, Minivans und Pritschenwagen. Obwohl in jedem der Modelle der Begriff Cruiser enthalten ist, heißt dies nicht, dass die Modelle die gleiche Ausstattung haben. Erstes Modell war der Toyota Land Cruiser, der 1951 erstmals herausgebracht wurde; ihm folgte der Toyota Land Cruiser J40 1960. 2009 wurde der Toyota Urban Cruiser als letztes Modell von Toyota auf den Markt gebracht.

## Modellübersicht

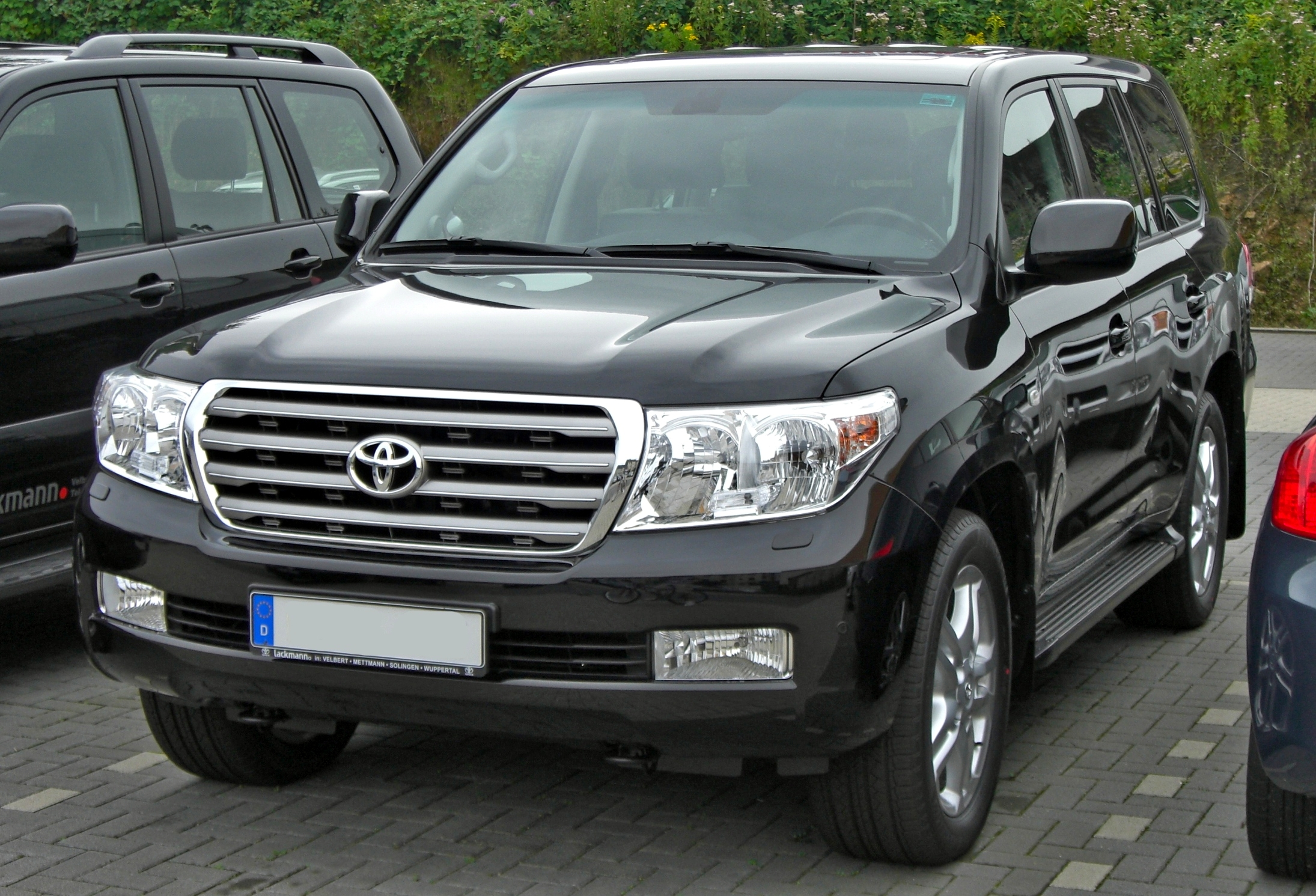
Toyota Land Cruiser
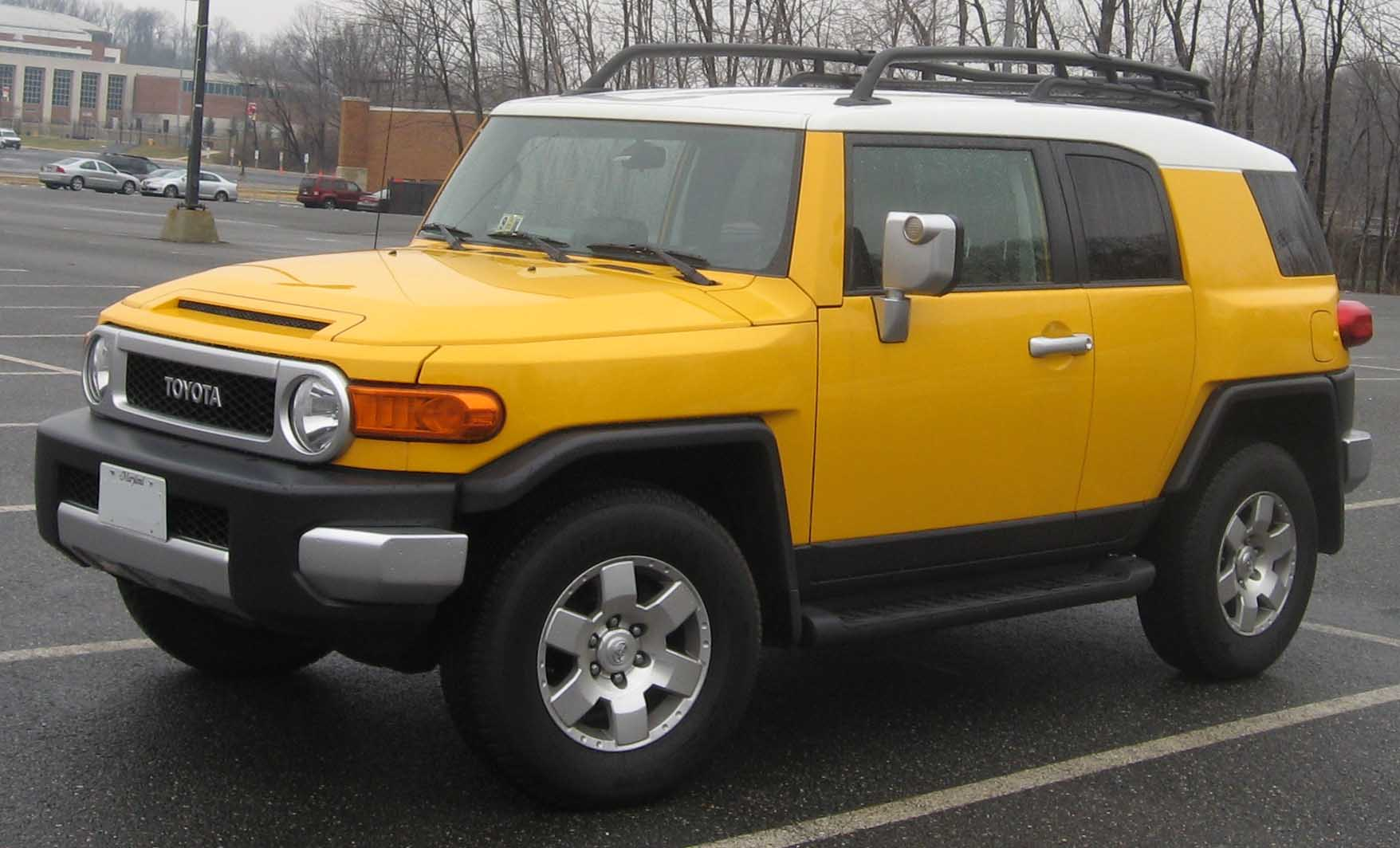
Toyota Land Cruiser J40
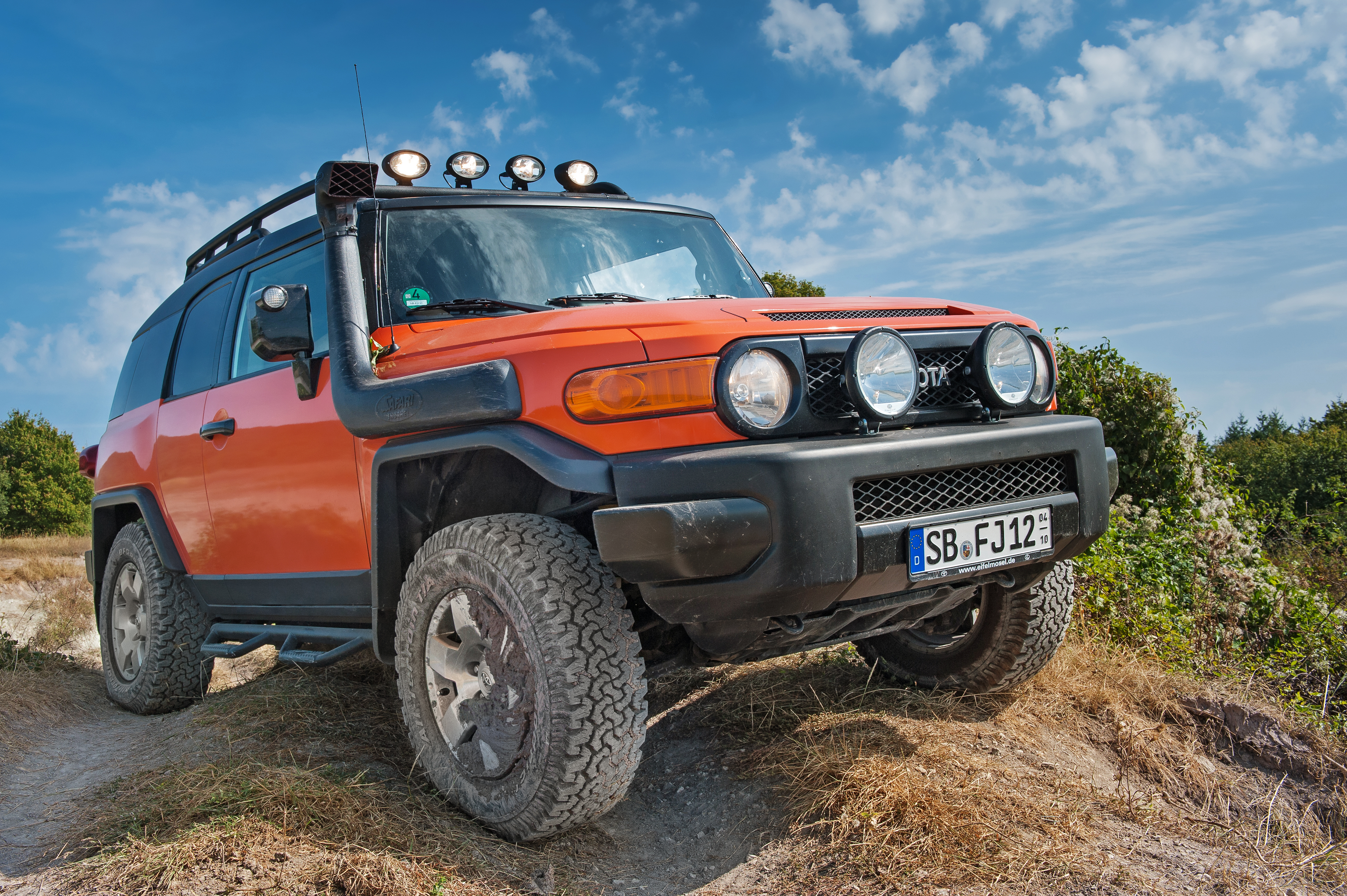
Toyota FJ Cruiser
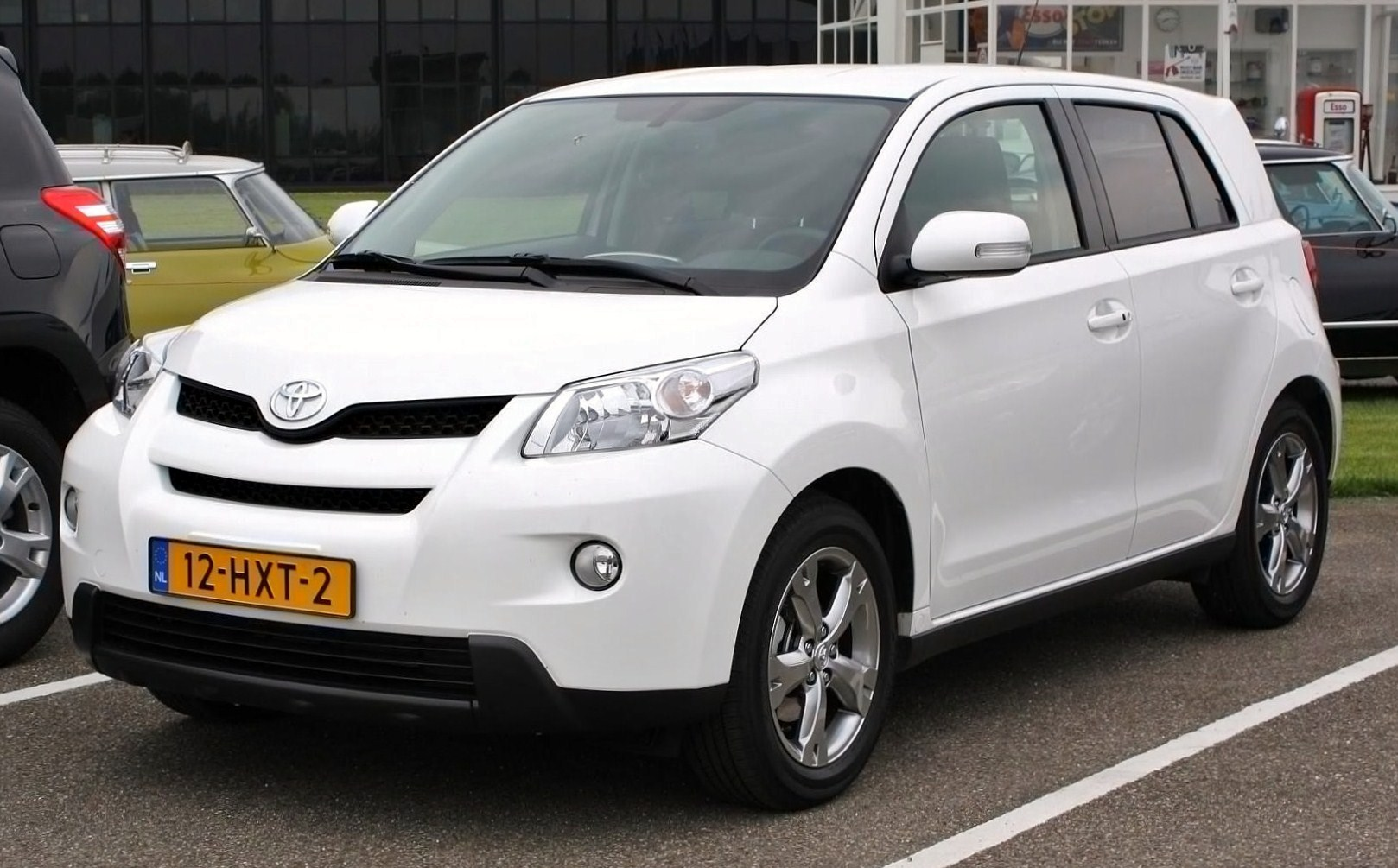
Toyota Urban Cruiser
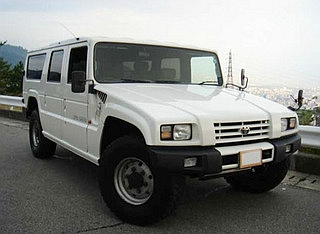
Toyota Mega Cruiser
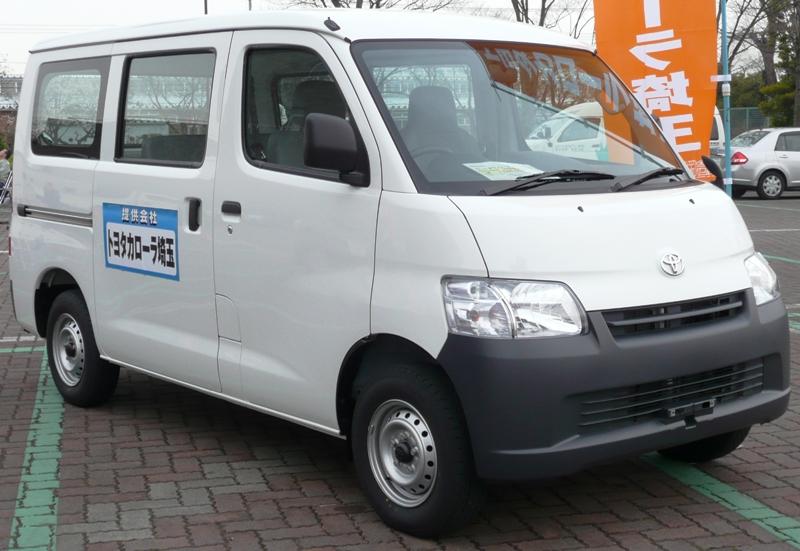
Toyota Space Cruiser